# لا کروس (فلوریدا)
لا کروس (به انگلیسی: La Crosse) شهرکی در شهرستان آلاچوا ایالت فلوریدا است که در سال ۱۹۵۷ بنیان‌گذاری شده‌است. این شهرک طبق سرشماری سال ۲۰۱۰ میلادی، ۱٬۸۹۷ نفر جمعیت داشته و مساحت آن نیز ۳٫۵ کیلومتر مربع است.